# 連光寺坂
連光寺坂（れんこうじざか）は、東京都稲城市と多摩市にかけてある、東京都道41号稲城日野線（川崎街道）の坂。多摩市連光寺にある連光寺坂上交差点（東京都道137号上麻生連光寺線終点）を頂点に稲城市大丸（交差点標記なし）から多摩市関戸（新大栗橋交差点）まで続く。
また自転車競技をする者にはトレーニングの場としても使われる。

## 概要
勾配は関戸側が平均55パーミル、大丸側は35パーミル。長く続く道はロードレーサーなどのサイクリストに人気。
連光寺坂上の交差点からは多摩大学のピークさらには尾根幹線道路などのコースにも繋がっており、多摩のサイクリストには練習コースとしての知名度が高い。
座標: 北緯35度38分26秒 東経139度27分53秒 / 北緯35.64056度 東経139.46472度